# Nutriología
La nutriología es la ciencia que estudia el proceso de alimentación y sus efectos en el metabolismo, en el estado de salud y en la composición corporal y su relación con los procesos químicos.
Cuando los alimentos son consumidos, se procesan por el tubo digestivo para dividirlos en sus nutrientes y se absorbidos posteriormente. Tras su ingreso al organismo muchos de ellos pasan al hígado en donde son procesados por distintas reacciones con la finalidad de elaborar distintas proteínas necesarias para el buen funcionamiento de los diversos órganos y sistemas. La nutriología también estudia la forma en la que estas sustancias son eliminadas una vez utilizadas.
Diferencias entre el profesional Nutriólogo-ga y el profesional Médico Nutriólogo Clínico o Médico Nutriólogo.
Nutriólogo-ga: es el que obtiene La Licenciatura en Nutrición y Dietética y estudia los regímenes alimenticios en la salud o en la enfermedad (dietoterapia), de acuerdo con los conocimientos sobre fisiología de la nutrición en el primer caso y sobre la fisiopatología del trastorno en cuestión en el segundo. Un nutriólogo no es un médico, sin embargo puede obtener el grado de Doctor al estudiar una Maestría y posteriormente un Doctorado.
Actualmente en México, se le denomina nutriólogo o nutricionista a aquella persona que ha obtenido el grado de Licenciatura en Nutrición y Dietética. En España y Argentina, el término nutriólogo es distinto del término nutricionista.
Médico Nutriólogo Clínico : es un profesional de la salud que obtuvo un título en Medicina y posteriormente estudio una maestría en Nutrición Clínica. Intenta mantener y recuperar la salud humana mediante el estudio, el diagnóstico y el tratamiento de la enfermedad o lesión del paciente y se ha especializado en el campo de Nutrición; puede diagnosticar, prevenir y tratar todo tipo de enfermedades combinando los conocimientos médicos con la nutrición.  Puede ejercer la especialidad en la consulta privada u hospitalaria y trabajar en equipo con otras especialidades médicas o distintas profesiones. 
En Argentina, se llama nutriólogo a un médico que se especializó en el área de nutrición. En México, se conoce como nutriólogo a una persona que estudió la licenciatura de Nutrición sin que ésta resulte en especialidad. En Argentina, se denomina nutricionista a la persona que estudió la licenciatura de Nutrición.
La nutricion clinica  es la maestría que estudia la alimentación humana y su relación con los procesos químicos, biológicos y metabólicos, así como su relación con la composición corporal y estado de salud humana. Existen distintos modelos de nutriología, organizadas en dos grandes grupos: nutriología convencional y nutriología alternativa, así como sus teorías y objetivos.
La nutriología comprende el estudio de los alimentos, los nutrimentos, su clasificación, digestión así como su asimilación, metabolismo y excreción. Establece la necesidad de los nutrimentos y su requerimiento en situaciones especiales, así como su relación con la salud y la enfermedad.
La equivalencia de máster en nutrición clínica se abrevia en: MsCN.